# Liste der Naturdenkmale in Graben-Neudorf
| Naturdenkmale | Anzahl |
| ------------- | ------ |
| FND           | 1      |
| END           | 3      |
| Gesamt        | 4      |

Die Liste der Naturdenkmale in Graben-Neudorf nennt die verordneten Naturdenkmale (ND) der im baden-württembergischen Landkreis Karlsruhe liegenden Gemeinde Graben-Neudorf. In Graben-Neudorf gibt es insgesamt vier als Naturdenkmal geschützte Objekte, davon ein flächenhaftes Naturdenkmal (FND) und drei Einzelgebilde-Naturdenkmale (END).
Stand: 31. Oktober 2016.

## Flächenhafte Naturdenkmale (FND)
| Name                     | Bild | Kennung     | Einzelheiten   | Position | Fläche Hektar | Datum        |
| ------------------------ | ---- | ----------- | -------------- | -------- | ------------- | ------------ |
| Sandgrube am Wingert     | BW   | 82150990004 | Graben-Neudorf | ⊙        | 0,7           | 17. Mai 1990 |
| Legende für Naturdenkmal |      |             |                |          |               |              |

## Einzelgebilde (END)
| Name                          | Bild | Kennung     | Einzelheiten   | Position | Fläche Hektar | Datum        |
| ----------------------------- | ---- | ----------- | -------------- | -------- | ------------- | ------------ |
| Eiche im Gemeindewald         |      | 82150990001 | Graben-Neudorf | ⊙        | 0,0           | 9. März 1987 |
| Nußbaum bei den Spargeläckern | BW   | 82150990002 | Graben-Neudorf | ⊙        | 0,0           | 9. Dez. 1987 |
| 2 Linden an der Kapelle       |      | 82150990003 | Graben-Neudorf | ⊙        | 0,0           | 9. Dez. 1987 |
| Legende für Naturdenkmal      |      |             |                |          |               |              |